# Jules Melquiond
Jules Melquiond (* 19. August 1941) ist ein ehemaliger französischer Skirennläufer.
Melquiond trat erstmals 1965 in Erscheinung, als er bei den prestigeträchtigen 3-Tre-Rennen in Madonna di Campiglio den Riesenslalom und den Slalom gewann. Im selben Jahr wurde er französischer Meister in der Abfahrt. 1967 war er Teilnehmer der ersten Saison des alpinen Skiweltcups. Im ersten Weltcuprennen der Geschichte, dem Slalom in Berchtesgaden, fuhr er auf den zweiten Platz. Zehn Tage später wurde er Dritter beim Lauberhornslalom in Wengen.
Nach seinem Rücktritt arbeitete Melquiond als Bergführer. Seit 1999 führt er mit seinem Sohn Benjamin und dessen Bruder ein Sportgeschäft in Saint-Chaffrey in der Region Serre Chevalier. Sein Neffe Luc Alphand war ebenfalls als Skirennläufer aktiv.

## Erfolge
- 2 Podestplätze im Weltcup
- 1 französischer Meistertitel (Abfahrt 1965)